# Abú Mahdí al-Muhandis
Džamál Dža'far Muhammad 'Alí Ál Ibráhím (arabsky جمال جعفر محمد علي آل إبراهيم‎; * 1. července 1954 Basra – 3. ledna 2020 Bagdád), známý také jako Abú Mahdí al-Muhandis (arabsky أبو مهدي المهندس‎) byl íránsko-irácký politik a velitel Lidových mobilizačních sil. V době své smrti byl zástupcem velitele Lidových mobilizačních sil a byl považován za jednoho z nejmocnějších mužů v Iráku.
Od roku 1977 spolupracoval s Íránskými revolučními gardami v boji proti režimu Saddáma Husajna. V roce 2003 založil polovojenskou organizaci Katáib Hizballáh, která vznikla z potřeby bojovat proti Islámskému státu. V současnosti je organizace vládami USA a Saúdské Arábie označována za teroristickou.
V souvislosti s působením v Kuvajtu v 80. letech 20. století byl obviněn z terorismu. V roce 2007 byl kuvajtským soudem v nepřítomnosti odsouzen k trestu smrti za účast na bombových útocích v Kuvajtu v roce 1983.
Dne 3. ledna 2020 byl spolu s dalšími čtyřmi muži včetně Kásima Sulejmáního vypátrán a zabit americkým bezpilotním letadlem poblíž mezinárodního letiště Bagdád.

## Smrt
Byl zabit 3. ledna 2020 kolem jedné hodiny ranní místního času (tj. 2. ledna kolem 22:00 středoevropského času) při útoku amerického bezpilotního letadla, jehož cílem byl Kásim Sulejmání a jeho konvoj poblíž mezinárodního letiště Bagdád. Několik zpravodajských stanicí označilo útok za atentát.

### Reakce
Palestinský islámský džihád ho označil za symbol osvobození Iráku od americké okupace a zároveň vyjádřil soustrast nad jeho smrtí.